# Штеповский сельский совет (Лебединский район)
Штеповский сельский совет (укр. Штепівська сільська рада) — входит в состав
Лебединского района
Сумской области
Украины.
Административный центр сельского совета находится в 
с. Штеповка
.

## Населённые пункты совета
- с. Штеповка
- с. Гутницкое
- пос. Новопетровка
- с. Руда